# Isto É Gozar com Quem Trabalha
Isto é Gozar com Quem Trabalha é um programa de televisão português, apresentado pelo humorista Ricardo Araújo Pereira. É produzido e exibido pela SIC, aos domingos à noite.

## Formato
O programa estreou no domingo 1 de março de 2020 na SIC e grava no Teatro Villaret de Lisboa até ir para os estúdios da SIC em Paço de Arcos, com formato de late-night talk show, subgénero dos programas de entrevistas com a característica do humor. Além do apresentador, José Diogo Quintela, Miguel Góis, Cláudio Almeida, Manuel Cardoso, Cátia Domingues, Guilherme Fonseca e Joana Marques fazem parte da equipa do programa.  O primeiro entrevistado foi o presidente da República Portuguesa, Marcelo Rebelo de Sousa.
O formato é muito semelhante a «Gente que Não Sabe Estar», que Araújo Pereira conduziu até outubro de 2019 na TVI.
A 2.ª temporada foi designada como 2.ª vaga, a 3.ª temporada como 3.ª dose e a 4.ª temporada como 4.ª variante.
Desde a 5.ª temporada que não existe nenhuma designação, para além do nome original do programa. 
Face às eleições legislativas, de 17 a 28 de janeiro de 2022 o programa foi exibido de domingo a sexta-feira, intitulado de "Isto é Gozar Com Quem Trabalha - Especial Eleições".
De 18 de fevereiro a 11 de março de 2024, por causa da antecipação das legislativas, resultante da queda do governo, o programa voltou a ser emitido de domingo a sexta-feira, após o Jornal da Noite, com a designação "Isto é Gozar Com Quem Trabalha - Especial Outra Vez Eleições".
De 4 a 16 de maio de 2025 o programa voltou às emissões diárias, intitulado novamente de "Isto é Gozar Com Quem Trabalha - Especial Outra Vez Eleições", para cobrir a campanha das legislativas antecipadas, resultantes da queda do governo.

## Exibição
| Temporada | Temporada | Título         | Episódios | Episódios | Originalmente exibido  | Originalmente exibido  |
| Temporada | Temporada | Título         | Episódios | Episódios | Estreia da temporada   | Final da temporada     |
| --------- | --------- | -------------- | --------- | --------- | ---------------------- | ---------------------- |
|           | 1         | 1.ª temporada  | 17        | 17        | 1 de março de 2020     | 28 de junho de 2020    |
|           | 2         | 2.ª vaga       | 12        | 12        | 20 de setembro de 2020 | 13 de dezembro de 2020 |
|           | 3         | 3.ª dose       | 20        | 20        | 3 de janeiro de 2021   | 16 de maio de 2021     |
|           | 4         | 4.ª variante   | 11        | 11        | 12 de setembro de 2021 | 19 de dezembro de 2021 |
|           | 5         | 5.ª temporada  | 28        | 28        | 9 de janeiro de 2022   | 22 de maio de 2022     |
|           | 6         | 6.ª temporada  | 14        | 14        | 4 de setembro de 2022  | 18 de dezembro de 2022 |
|           | 7         | 7.ª temporada  | 20        | 20        | 8 de janeiro de 2023   | 28 de maio de 2023     |
|           | 8         | 8.ª temporada  | 14        | 14        | 3 de setembro de 2023  | 10 de dezembro de 2023 |
|           | 9         | 9.ª temporada  | 36        | 36        | 7 de janeiro de 2024   | 10 de junho de 2024    |
|           | 10        | 10.ª temporada | ASA       | ASA       | 1 de setembro de 2024  | ASA                    |

## Prémios
Troféus de Televisão TV 7 Dias/Impala
| Ano  | Prémio                           | Resultado |
| ---- | -------------------------------- | --------- |
| 2021 | Entretenimento - Melhor Programa | Indicado  |